# Typhlotanais angstromensis
Typhlotanais angstromensis is een naaldkreeftjessoort uit de familie van de Typhlotanaidae. De wetenschappelijke naam van de soort is voor het eerst geldig gepubliceerd in 2009 door Blazewicz-Paszkowycz & Bamber.